# Гурий (Охотин)
Архиепископ Гурий (в миру Николай Васильевич Охотин; 26 октября [8 ноября] 1828, село Урусово, Симбирская губерния — 1 [14] марта 1912, Новгород) — епископ Русской православной церкви, архиепископ Новгородский и Старорусский.

## Биография
Родился в семье псаломщика. Окончил Алатырское духовное училище, Симбирскую духовную семинарию. В 1853 году Санкт-Петербургскую духовную академию со степенью кандидата богословия за сочинение «История Церкви Александрийской до времени Афанасия Великого».
31 октября 1853 года назначен преподавателем Нижегородской духовной семинарии по гражданской истории.
18 апреля 1855 года утвержден в степени магистра богословия.
11 октября 1855 года переведён преподавателем словесности в Симбирскую духовную семинарию. С 10 октября 1856 года — инспектор Симбирской духовной семинарии с преподаванием психологии, логики и патристики, с 26 марта 1874 года — ректор.
17 апреля 1874 года архиепископом Симбирским Евгением (Сахаровым-Платоновым) рукоположён во иерея (целибат), 21 апреля — в сан протоирея. Его ректорство было периодом расцвета Симбирской духовной семинарии.
С 1884 года был председателем Епархиального Училищного Совета в Симбирске, возглавив организацию сети церковно-приходских школ в епархии.
2 декабря 1889 года епископом Симбирским Варсонофием (Охотиным) пострижен в монашество, а 3 декабря возведен в сан архимандрита.
29 января 1890 года в Троицком соборе Александро-Невской лавры в Санкт-Петербурге хиротонисан во епископа Смоленского и Дорогобужского. Хиротонию возглавил митрополит Новгородский, Санкт-Петербургский и Финляндский Исидор (Никольский).
27 января 1896 года уволен от управления Смоленской епархией по собственному прошению и назначен присутствующим в Святейшем Синоде.
С 29 января 1896 года — председатель Училищного Совета при Св. Синоде и почётный член Казанской духовной академии.
При нём значительно возросли казенные ассигнования на церковно-приходские школы, заметно повысился и уровень обучения в них.
С 13 октября 1900 года епископ Новгородский и Старорусский с возведением в сан архиепископа.
С 6 мая 1904 года был постоянным членом Синода, уделял много внимания духовному и народному образованию.
В отзыве по вопросу о церковной реформе в 1905 году он указал на необходимость снять новым соборным актом клятвы Собора 1667 г., запретившего старые обряды, укрепить права единоверцев.
Под покровительством архиепископа Гурия в 1907 году возникло Общество вспомоществования нуждающимся воспитанницам Новгородских епархиальных женских училищ.
По его представлению в 1907 году в Новгородской епархии было открыто Тихвинское викариатство, при этом епископы Кирилловские получали местопребывание в Кирилловом Белозерском монастыре.
17 октября 1910 года уволен на покой по преклонности лет и слабости здоровья, согласно прошению с оставлением в звании члена Синода. 23 октября 1910 года ему назначено местопребывание в Екатерининском корпусе Новгородского архиерейского дома.
Скончался 1 марта 1912 года. Погребён в Иоанно-Богословском приделе Софийского собора в Новгороде.

## Награды
- орден св. Анны 3-й степени (1870)
- орден св. Анны 2-й степени (1882)
- орден св. Анны 1-й степени (1891)
- орден св. Владимира 4-й степени (1886)
- орден св. Владимира 3-й степени
- орден св. Владимира 2-й степени (1895)
- орден св. Александра Невского (1900)

## Сочинения
- «История Церкви Александрийской до времени Афанасия Великого». Курсовое сочинение. Рукопись Акад. библиотеки
- Речь при наречении во епископа Смоленского и Дорогобужского // Прибавление к «Церковным Ведомостям». 1890. — № 4. — С. 123.
- Речь, сказанная преосв. Гурием, еп. Смоленским, при вступлении на паству // Смоленские епархиальные ведомости. 1890. — № 3.
- Слово высокопреосв. Гурия к выборщикам членов Гос. Думы, сказанное во Входоиерусалимском соборе пред молебствием // Волховский листок. 1906. — № 735. — С. 2.
- Пастырям Новгородской епархии // Новгородские епархиальные ведомости. 1908. — № 13. — С. 369—374
- [Извлеч. из духовного завещания] // Прибавление в Церковном Ведомостям. 1912. — № 10. — С. 444—445; Отзывы. Ч. 1. — С. 806.